# 光分解作用
光解（或）指化合物的分子被光能辐射后化学键发生分解变化的化學反應。

## 大氣中的光解作用
大氣中最常見的光解作用有兩種，
第一種是：
O3 + hν → O2 + O1D λ < 320 nm
臭氧被光分解成了氧分子和一個處於激發態的氧原子 O1D。這一氧原子會和空氣中的水分子作用而生成氫氧根：
O1D + H2O → 2OH
這些氫氧根會氧化碳氫化合物，因而有如同清潔劑的效果。
第二種是：
NO2 + hν → NO + O
這是對流層中的臭氧形成的主要化學作用。

## 植物中的光解作用
2 H2O + 2 NADP+ + 8 光子 → 2 NADPH + 2 H+ + O2